# Bodotria australis
Bodotria australis är en kräftdjursart som beskrevs av Stebbing 1912. Bodotria australis ingår i släktet Bodotria och familjen Bodotriidae. Inga underarter finns listade i Catalogue of Life.